# Ponte de D. Luís (Santarém)
A Ponte D. Luís I também chamada Ponte de Santarém sobre o rio Tejo na Estrada Nacional 114 une Santarém a Almeirim.
Foi inaugurada em 17 de Setembro de 1881 e foi considerada na altura, a maior da Península Ibérica, a terceira da Europa e a sexta do Mundo, ficando como um dos exemplares da arquitectura do ferro.
Tinha um comprimento total de 1 213 metros, uma largura de 6 metros a altura de 22 metros
A ponte foi alargada em 1956 com projecto inovador de Edgar Cardoso.
Numa lápide está escrito:
E a ponte de ferro estende a sua musculatura de animal antediluviano ao serviço do progresso unindo entre si a Estremadura e o Alto Alentejo.